# Acutotyphlops subocularis
Acutotyphlops subocularis là một loài rắn trong họ Typhlopidae. Loài này được Waite mô tả khoa học đầu tiên năm 1897.